# Sinistra Proletaria
Sinistra Proletaria (SP) è stata un'organizzazione politica italiana di estrema sinistra, nata dalla trasformazione - iniziata nel dicembre 1969 e conclusasi nel luglio 1970 - del Collettivo Politico Metropolitano (CPM). Fra i fondatori ci furono Renato Curcio, Margherita Cagol, Corrado Simioni, Alberto Franceschini, che infine trasformarono questo gruppo nel settembre 1970 nelle Brigate Rosse (BR).
Nel luglio 1970 nacque la rivista "Sinistra Proletaria", che nel suo numero zero riportava ancora la dicitura "a cura del CPM", dicitura che scomparve nei numeri successivi, siglando la sparizione de facto del CPM stesso, inoltre erano pubblicati dei "fogli di lotta", con maggiore frequenza di uscita, costituiti da semplici fogli con solo testo scritto.  La sede del movimento rimase la stessa, Via Curtatone 12 a Milano.

## Storia

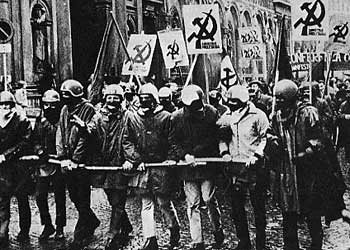
Manifestazione di Sinistra Proletaria per l'omicidio di Saverio Saltarelli il 15 dicembre 1970

La strage di piazza Fontana del 12 dicembre 1969 e l'incrudimento del clima sociale che si ebbe all'inizio del 1970 contribuirono alla trasformazione del CPM in una organizzazione più centralizzata, Sinistra Proletaria (SP), dove la componente favorevole alla lotta armata quale strumento della lotta rivoluzionaria e di classe divenne man mano preponderante, dinanzi alla sensazione - percepita non solo nel CPM e SP ma in tutte le componenti della sinistra fino al PCI - di una pesante deriva a destra e involuzione autoritaria dello Stato, con pericoli di colpo di Stato.
La decisione di cambiare il nome da CPM a Sinistra Proletaria avvenne dopo l'uscita del numero zero della rivista omonima nel luglio 1970, lo scopo della rivista fu quello di creare uno spazio comune per discussioni teoriche e scambi di discussione con altre forze di sinistra rivoluzionarie, il cambio del nome ebbe il significato del desiderio di allargare la base della attività su scala nazionale andando oltre l'area milanese in cui era nata e cresciuta.
Tra le lotte in cui si muoveva Sinistra Proletaria vi fu quella per la casa, rivendicando in seguito la paternità dello slogan "la casa si prende l'affitto non si paga" (giugno 1970) e a farne per primi un uso politico.
La prima occupazione di case fu quella di via Famagosta (quartiere Gallaratese) in difesa della quale si espressero anche gli operai della Pirelli. e, successivamente, tra le altre, quella delle case sfitte dell'Istituto Autonomo Case Popolari (IACP) in via Mac Mahon, appena costruite dopo aver demolito le casette del Quartiere Campo dei Fiori. 
Dalla metà del 1970 la discussione all'interno del CPM/SP si incentrò sulla questione della lotta armata, dell'uso della violenza e del ricorso alla clandestinità.

Le due immagini del corteo con i due dirigenti neofascisti messi alla gogna a Trento, pubblicate in Sinistra Proletaria e citati nel foglio di lotta del 20 ottobre 1970

Con il Convegno di Pecorile, nel settembre 1970, l'esperienza di SP si avvicina alla sua conclusione: molti suoi membri influenti, quali Curcio, Cagol e Franceschini scelsero la clandestinità e la lotta armata, fondando immediatamente e annunciando la nascita delle Brigate Rosse, col foglio di lotta del 20 ottobre 1970 dal titolo: "L'autunno rosso è già cominciato" in cui si legge: ...la parte più decisa e cosciente del proletariato in lotta ha già cominciato a combattere per costruire una nuova legalità, un nuovo potere. Per costruire la sua organizzazione. Ne sono esempi: il sequestro e la gogna messi in atto a Trento dagli operai della Ignis contro i fascisti provocatori che avevano premeditatamente accoltellato due di loro; l'occupazione e la difesa delle case occupate, come unico modo per avere finalmente la casa [...]; l'apparizione di organizzazioni operaie autonome (Brigate Rosse) che indicano i primi momenti di auto organizzazione proletaria per combattere i padroni e i loro servi sul loro terreno "alla pari," con gli stessi mezzi che essi utilizzano contro la classe operaia: diretti, selettivi, coperti come alla Siemens. La citazione della Sit-Siemens fa probabilmente riferimento ad un attentato incendiario avvenuto il 17 settembre contro la vettura del direttore del personale della società ed alla situazione di elevata conflittualità già presente all'interno della stessa ed è considerata essere la prima azione significativa del gruppo quindi la data del 17 settembre 1970 sarebbe quello dela prima azione brigatista.
Gli ultimo documenti, o fogli di lotta, siglati da Sinistra Proletaria sono datati gennaio e febbraio 1971. In un foglio del gennaio si legge un invito per organizzare una "Nuova Resistenza": Organizziamo la resistenza delle masse popolari... È il tempo di organizzarci sulla linea di fuoco per radicare nelle lotte i contenuti della nuova pratica rivoluzionaria: la strategia della guerriglia di popolo. È il tempo di farsi avanti nello scontro generale ....

## La rivista

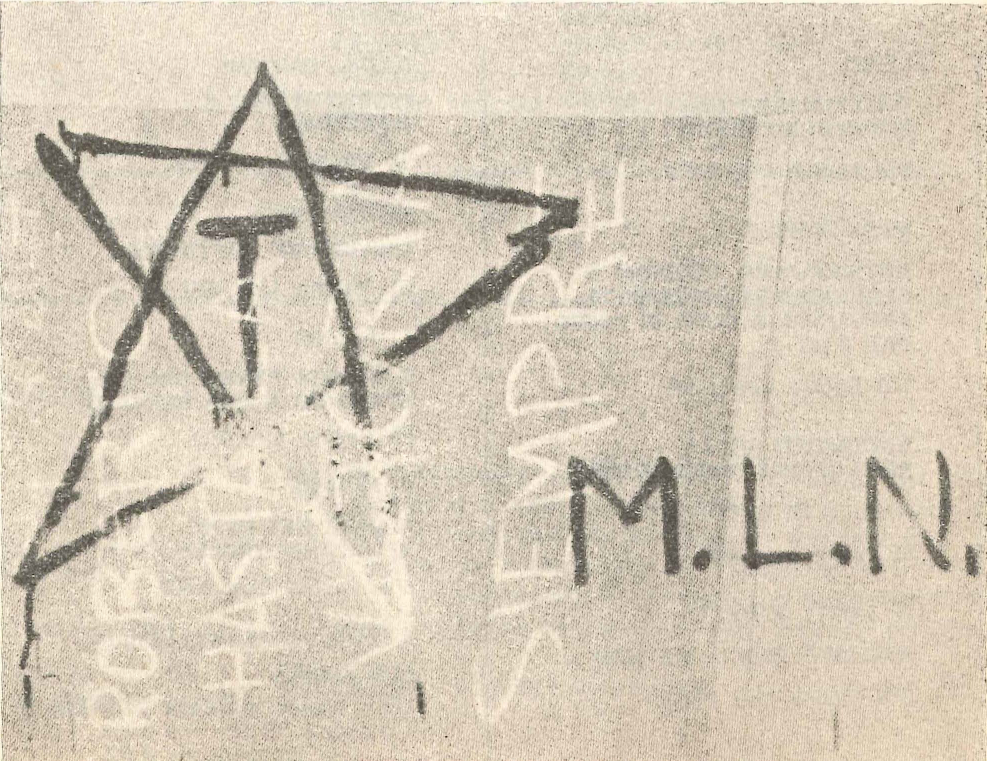
La stella a cinque punte, simbolo del movimento guerrigliero dei Tupamaros e ispiratrice per il simbolo delle Brigate Rosse, stampata nella rivista

La rivista Sinistra Proletaria escì prima con numero unico in attesa di autorizzazione nel luglio 1970, con un ritratto di Lenin in copertina, e quindi il primi due numeri (1 e 2) contenuti in un unico opuscolocon Alexander Langer direttore responsabile, e come redattori: Renato Curcio, Sandro D'Alessandro, Gaio Di Silvestro, Marty, Vanni Mulinaris, Corrado Simioni al prezzo di copertina di 500 lire, pubblicata da Sapere edizioni a Milano.
Gli articoli pubblicati spaziano dalle lotte per le case occupate, alla rivolta di Reggio Calabria, articoli teorici sullo scontro fra destra imperialista e sinistra proletaria, testi di Mao Tse-tung, analisi della dialettica tecnici- proletari nelle grandi aziende tecnologiche, lotta di classe nel mondo arabo e Fronte Popolare per la Liberazione della Palestina, guerra nel Vietnam e imperialismo americano, polemica con la linea di Capanna  i cui aderenti del Movimento studentesco  sarebbero piccoli borghesi definiti come "avanguardisti dei ceti medi fra Mao e Berlinguer, la situazione della Gauche Proletarienne francese. L'ultimo articolo della rivista n 1-2 è un'intervista sulla condizione di essere guerrigliero, fatta ad un Tupamaros e contiene una foto con la stella a cinque punte, simbolo di questo movimento di guerriglia urbana e ispiratore del futuro simbolo delle Brigate Rosse.

### Concetto di globalizzazione
Secondo Matteo Antonio Albanese nella rivista comparve e fu descritto per la prima volta il concetto di globalizzazione, all'interno di un lungo e dettagliato articolo sulla IBM, non firmato e scritto presumibilmente col contributo del CUB esistente entro IBM a quel tempo.
In quell'articolo, prendendo l'IBM come caso di studio, veniva esaminato come una grande industria organizzava il processo produttivo capitalistico inglobandolo nel sociale e lo allargasse in tutte le entità della società in cui veniva a contatto, avendo la società multinazionale superato, in nome del proprio interesse, i limiti arretrati dello Stato nazione, con un capitale che ha superato i limiti angusti della sua nazionalità ... e si pone come entità sovrannazionale che occupa tutta la superficie della terra e vi spazia liberamente. Il mondo è la sua patria.